# Краснополянский домостроительный комбинат
Краснополянский домостроительный комбинат  — градообразующее предприятие посёлка Красная Поляна в Кировской области.

## История
23 мая 1944 Государственный комитет Обороны принял постановление «Об организации индустриальной базы для массового жилищного строительства», направленное на строительство жилья на разрушенных территориях во время Великой Отечественной войны. Всего на территории СССР планировалось построить 20 домостроительных комбинатов.

### Послевоенные годы
Строительство одного из этих комбинатов началось на месте маленькой деревни Новая Белогузка в 1945 году.
Днём основания комбината считается 24 января 1948 года, тогда он был принят госкомиссией в эксплуатацию, а уже 10 августа 1949 года Президиум Верховного Совета присвоил новому поселению название р.п. Красная Поляна.

### 1960—1970-е годы
В 1960 году Краснополянский комбинат стандартного домостроения переименован в Вятскополянский домостроительный комбинат (ДСК).
В 1972 году предприятие было преобразовано в деревообрабатывающую фирму «Вятские Поляны» (на базе Вятскополянского и Сосновского ДСК) .

### 1990—2000-е годы
В 1992 году — Комбинат преобразован в открытое акционерное общество «Домостроитель». В этом же году было освоено производство мебели из натуральной древесины по новейшей технологии, налажен выпуск десятков наименований изделий на экспорт и внутренний рынок.
В 1994 году с конвейера сошли первые продукты для шведской марки IKEA — европоддоны. Сотрудничество скандинавской компании и Вятки становилось всё плотнее.
С 2000 года шведы стали обладателями контрольного пакета акций Домостроителя.
В 2006 году на заводе «Домостроитель» происходят массовые сокращения, в результате которых почти 300 человек лишились рабочих мест.
В апреле 2009 года руководство ОАО «Домостроитель» уведомило Центр занятости населения за три месяца о сокращении от 850 до 1000 работников предприятия .
В этом же году IKEA выкупила все акции «Домостроителя».
В 2011—2012 году на территории ОАО «Домостроитель» происходит демонтаж неработающих цехов. Полностью сносятся цеха лесозаводов, ТЭЦ.
В 2012 году при финансировании «Домостроителя» на стадионе поселка была построена хоккейная коробка.